# Autostrada A7 (Belgia)
Autostrada belgiană A7 (clasificată ca E19 și E42) începe la capătul inelului vestic al Bruxelles-ului. Drumul E19 coboară spre Nivelles, Charleroi, La Louvière, Mons și se termină în Franța, la Paris. Traseul dintre Mons și nodul rutier cu A16 este construit pe lângă canalul Mons-Condé. Întregul tronson face parte din E19. De la nodul rutier Houdeng-Goegnies până la nodul rutier Hautrage, autostrada are, de asemenea, statut european de E42.

## Istoric
Secțiunea situată între nodul rutier Haut-Ittre și Drogenbos a fost absorbită de Marele Inel al Bruxelles-ului la sfârșitul anilor 1990/începutul anilor 2000. De fapt, kilometrul 0 al autostrăzii A7 este situat la nivelul fostului nod rutier Drogenbos de pe inelul R0.
Mai multe secțiuni ale proiectului autostrăzii A7 au fost desemnate cu mai multe numere între 1949 și 1973.

### Dare în exploatare
- 1967: Secțiunea nod rutier Houdeng-Gœgnies - Le Rœulx
- 1968: Secțiunea Le Rœulx - nod rutier Ville-sur-Haine
- 1969: Secțiunea limită regională Bruxelles/Flandra - Wauthier-Braine (secțiune declasificată din A7)
- 1970: Secțiunea nod rutier Ville-sur-Haine - Mons
- 1971: Secțiunea Wauthier-Braine - nod rutier Haut-Ittre (secțiune declasificată din A7)
- 1971: Secțiunea nod rutier Haut-Ittre - Nivelles-Sud
- 1971: Secțiunea Mons - nod rutier Jemappes
- 1972: Secțiunea nod rutier Jemappes - granița franceză
- 1973: Secțiunea Nivelles-Sud - nod rutier Houdeng-Gœgnies
- 1977: Secțiunea nod rutier Drogenbos (nod rutier demolat) - limită regională Bruxelles/Flandra (secțiune declasificată din A7)

## Traseu
| Haut-Ittre - granița franceză | |            |
| A7 E19                        | |            |
| Haut-Ittre                    | Nod rutier între R0, N28 și A7: Leuven, Wavre, Waterloo; Bruxelles, Halle; Ittre.                                                                                                  | R0 N28 E19 |
| 18 - Nivelles Nord            | Oraș deservit: Nivelles. | N252       |
|                               | Zonă de servicii: Orival (în ambele sensuri). |            |
| 19 - Nivelles Sud             | Orașe deservite: Nivelles, Wavre, Arquennes. | N27        |
| Arquennes                     | Nod rutier între A54 și A7: Liège, Namur, Charleroi (nod rutier parțial). | A54 E420   |
|                               | Granița provincială între Brabantul Valon și Hainaut. |            |
|                               | Râul Samme |            |
|                               | Zonă de parcare: Hubaumont (în ambele sensuri). |            |
| 20 - Feluy                    | Orașe deservite: Seneffe, Feluy, Ronquières. | N59 N534   |
|                               | Viaductul Feluy (Canalul Charleroi-Bruxelles). |            |
|                               | Râul Sennette |            |
| Familleureux                  | Nod rutier între A501 și A7: La Louvière, La Louvière-Garocentre Sud, La Louvière-Magna Park; Soignies, Braine-le-Comte, Écaussinnes, Zona Industrială Feluy (nod rutier parțial). | A501       |
|                               | Zonă de parcare: Besonrieux (în ambele sensuri). |            |
| 20a - Houdeng                 | Orașe deservite: Mignault, Houdeng-Gœgnies, La Louvière-Besonrieux (nod rutier parțial).                                                                                           |            |
| Houdeng-Gœgnies               | Nod rutier între A501 și A7: Liège, La Louvière, Charleroi (nod rutier parțial).                                                                                                   | A15 E42    |
| A7 E19 E42                    | |            |
| 21 - Le Rœulx                 | Orașe deservite: Le Rœulx, Soignies, Binche, Houdeng-Gœgnies. | N55        |
| 21a - Thieu                   | Orașe deservite: Thieu, Le Rœulx (nod rutier parțial). | N538       |
|                               | Zonă de servicii: Hauts Bois (în ambele sensuri). |            |
| Ville-sur-Haine               | Nod rutier între R5a și A7: Mons-est, Havré (nod rutier parțial). | R5a        |
| 22 - Obourg                   | Orașe deservite: Mons, Havré, Obourg, Obourg-ITRADEC (nod rutier parțial). | A7.195     |
|                               | Zonă de servicii: Bois du Gard (în ambele sensuri). |            |
| 23 - Nimy-Maisières           | Orașe deservite: Ath, Nimy, Soignies, Maisières, Mons, Sediul Central al Forțelor Aliate din Europa.                                                                               | N6 N56     |
|                               | Canalul Nimy-Blaton-Péronnes |            |
| 24 - Mons                     | Orașe deservite: Mons, Ghlin. | B501       |
| Jemappes                      | Nod rutier între R5 și A7: Maubeuge, Jemappes, Frameries, Quaregnon. | R5         |
|                               | Râul Haine |            |
| 25 - Saint-Ghislain           | Orașe deservite: Tertre, Hornu, Saint-Ghislain. | N547       |
|                               | Zonă de servicii: Saint-Ghislain (în ambele sensuri). |            |
|                               | Râul Haine |            |
| Hautrage                      | Nod rutier între A16 și A7: Lille, Tournai (nod rutier parțial). | A16 E42    |
| A7 E19                        | |            |
| 26 - Dour                     | Orașe deservite: Dour, Quiévrain, Hensies, Hautrage, Pommerœul. | N547       |
|                               | Râul Haine |            |
|                               | Zonă de parcare: Hensies Saint-Aybert (sens Bruxelles → Valenciennes). |            |
| A7 E19                        | |            |
|                               | Frontiera între Belgia și Franța. |            |
| A2 E19                        | |            |
|                               | Zonă de odihnă: Hensies Saint-Aybert (sens Paris > Belgique). |            |

## Ramificația Mons-Est

### Traseu
| Ramificația Mons-Est |                                                        |      |
| A7 E19 E42           |                                                        |      |
| A7.195               |                                                        |      |
| Ieșire               | Oraș deservit: Obourg (nod rutier parțial).            |      |
| Ieșire               | Oraș deservit: Obourg-ITRADEC (nod rutier parțial).    |      |
| A7.195               |                                                        |      |
| A7.195               |                                                        |      |
|                      | Oraș deservit: Havré.                                  | R5a  |
|                      | Orașe deservite: Liège, Bruxelles.                     | R5a  |
|                      | Orașe deservite: Ville-sur-Haine, Mons, Obourg, Havré. | N552 |
| A7.195               |                                                        |      |